# 利州之战
利州之战，北周大象二年（580年）八月，北周益州总管王谦之乱时，利州总管豆卢勣率军在利州（治兴安，今四川省广元市）城池守御作战。
王谦因不满左丞相杨坚总揽北周大权，举兵反抗，580年八月初七调发巴、蜀军队攻占始州（治今四川剑阁），企图阻止杨坚新命总管梁睿入蜀。下旬，又令其部将达悉惎、高阿那肱、乙弗虔等率军十万攻利州。上大将军豆卢勣率军不足二千人，据城坚守。达悉惎等筑土山攻城，又挖凿城墙七十余处，堰嘉陵江以水灌城。豆卢勣指挥所部昼夜相拒，頑强堅守四十天，击破敌军无数次攻击，并派奇兵积极反击，斩杀数千人，俘虏二千人。待梁睿大军赶到，达悉惎等率軍逃去。此战豆卢勣采取据城坚守与奇兵出击相结合的战法，以少胜多，保住了利州。